# N. Nick Perry

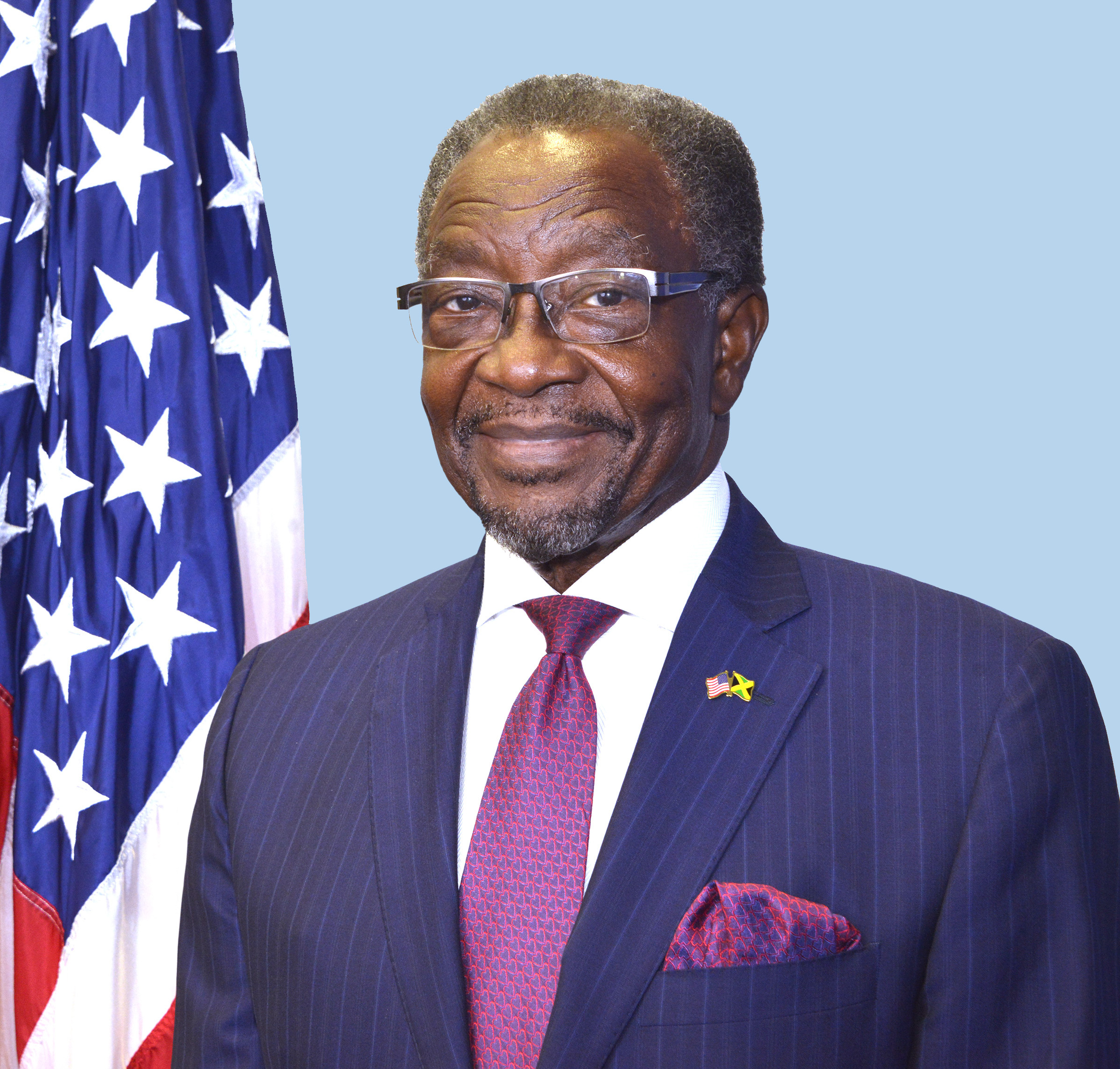
N. Nick Perry

Noah Nicholas Perry (* 1. August 1950 in Saint Andrew Parish) ist ein jamaikanisch-amerikanischer Politiker (Demokratische Partei) und Botschafter der Vereinigten Staaten in Jamaika. Zuvor war er von 1993 bis 2022 Abgeordneter der New York State Assembly.

## Leben
Perry wurde 1950 als Mitglied einer 13-köpfigen Familie in Jamaika geboren. Er besuchte eine Schule in Kingston. Nachdem er für die Bustamante Industrial Trade Union gearbeitet hatte, immigrierte er im Sommer 1971 in die USA, in deren Militär er zwei Jahre lang aktiv und vier in der Reserve diente. Unter der G. I. Bill studierte er Politikwissenschaft mit einem Fokus auf Verwaltungswissenschaft am Brooklyn College, wo er einen Master erhielt. Nach seinem Studium engagierte er sich in der Politik und wurde 1992 Abgeordneter des 58. Distrikts im Unterhaus der New York State Legislature. In dieser war er Mitglied verschiedener Minderheitsgruppierungen wie dem National Black Caucus of State Legislators, einer Gruppierung afro-amerikanischer Abgeordneter in State Legislatures, und okkupierte in ihnen oft Führungsrollen. Mehrere dieser Organisationen zeichneten ihn für seine Arbeit aus. Zuletzt diente er dort als Assistant Speaker Pro Tempore und war Teil mehrerer Komitees. 2022 trat er nach 15 aufeinanderfolgenden Amtszeiten zurück, um als Nachfolger von Donald Tapia Botschafter der Vereinigten Staaten in Jamaika zu werden. Er akkreditierte sich am 10. März.
Perry ist mit Joyce Mahabeer verheiratet und hat einen Sohn und eine Tochter.